# Suphisellus levis
Suphisellus levis is een keversoort uit de familie diksprietwaterkevers (Noteridae). De wetenschappelijke naam van de soort werd in 1909 gepubliceerd door Henry Clinton Fall.